# Todd-lappantyú
A Todd-lappantyú (Setopagis heterura) a madarak (Aves) osztályának a lappantyúalakúak (Caprimulgiformes) rendjéhez, ezen belül a lappantyúfélék (Caprimulgidae) családjához tartozó faj.

## Rendszerezése
A fajt Walter Edmond Clyde Todd amerikai ornitológus írta le 1915-ben. Egyes szervezetek a Hydropsalis nembe sorolják Hydropsalis heterura néven. Sorolták a Caprimulgus nembe Caprimulgus heterurus, vagy Caprimulgus parvulus heterurus néven is.

## Előfordulása
Dél-Amerika északi részén, Guyana, Kolumbia és Venezuela területén honos. Természetes élőhelyei a szubtrópusi vagy trópusi síkvidéki esőerdők, lombhullató erdők, szavannák és cserjések, valamint ültetvények, vidéki kertek és városi régiók. Állandó, nem vonuló faj.

## Megjelenése
Testhossza 19-21 centiméter.

## Életmódja
Valószínűleg rovarokkal táplálkozik.

## Természetvédelmi helyzete
Az elterjedési területe nagyon nagy, egyedszáma pedig stabil. A Természetvédelmi Világszövetség Vörös listáján nem fenyegetett fajként szerepel.